# Заліщицька діброва
Залі́щицька Дібро́ва — ботанічна пам'ятка природи загальнодержавного значення в Україні. Розташована на південь від села Шутроминці Чортківського району Тернопільської області, в квадраті 23, вид. 1-32, Дорогичівського лісництва Бучацького держлісгоспу, в межах лісового урочища «Нирків». 
Площа — 85 га. Оголошено об'єктом природно-заповідного фонду розпорядженням РМ УРСР від 17 жовтня 1975 року № 780-р. Перебуває у віданні державного лісогосподарського об'єднання «Тернопільліс».

## Рослинність
Під охороною — цінні природні комплекси на схилах лівого берега Дністра. Рослинність представлена переважно дібровою з дуба скельного віком 60—130 років. На відслоненнях гірських порід розташовані ділянки степової і скельної рослинності з рідкісними та ендемічними видами. Особливо цінні — цибуля круглоголова і круглонога, ясенець білий, ковила вузьколиста, занесені до Червоної книги України; півники угорські, молодило руське, цибуля гірська і цибуля подільська, занесені до Переліку рідкісних і таких, що перебувають під загрозою зникнення, видів рослинного світу на території Тернопільської області.